# Gran Premi de Gran Bretanya del 1998
Resultats del Gran Premi de la Gran Bretanya de Fórmula 1 de la temporada 1998, disputat al circuit de Silverstone el 12 de juliol del 1998.

## Resultats
| Pos | No | Pilot                 | Equip                  | Voltes | Temps/ Retirada | Pos. de sortida | Punts |
| --- | -- | --------------------- | ---------------------- | ------ | --------------- | --------------- | ----- |
| 1   | 3  | Michael Schumacher    | Ferrari                | 60     | 1h 47' 02. 4    | 2               | 10    |
| 2   | 8  | Mika Häkkinen         | McLaren - Mercedes     | 60     | + 22.465 segons | 1               | 6     |
| 3   | 4  | Eddie Irvine          | Ferrari                | 60     | + 29.199 segons | 5               | 4     |
| 4   | 6  | Alexander Wurz        | Benetton - Playlife    | 59     | + 1 Volta       | 11              | 3     |
| 5   | 5  | Giancarlo Fisichella  | Benetton - Playlife    | 59     | + 1 Volta       | 10              | 2     |
| 6   | 10 | Ralf Schumacher       | Jordan - Mugen - Honda | 59     | + 1 Volta       | 21              | 1     |
| 7   | 1  | Jacques Villeneuve    | Williams - Mecachrome  | 59     | + 1 Volta       | 3               |       |
| 8   | 22 | Shinji Nakano         | Minardi - Ford         | 58     | + 2 Voltes      | 19              |       |
| 9   | 21 | Toranosuke Takagi     | Tyrrell - Ford         | 56     | + 4 Voltes      | 17              |       |
| Ret | 14 | Jean Alesi            | Sauber - Petronas      | 53     | Part elèctrica  | 8               |       |
| Ret | 16 | Pedro Diniz           | Arrows                 | 45     | Virolla         | 12              |       |
| Ret | 11 | Olivier Panis         | Prost - Peugeot        | 40     | Virolla         | 22              |       |
| Ret | 18 | Rubens Barrichello    | Stewart - Ford         | 39     | Virolla         | 16              |       |
| Ret | 19 | Jos Verstappen        | Stewart - Ford         | 38     | Motor           | 15              |       |
| Ret | 7  | David Coulthard       | McLaren - Mercedes     | 37     | Virolla         | 4               |       |
| Ret | 12 | Jarno Trulli          | Prost - Peugeot        | 37     | Virolla         | 14              |       |
| Ret | 20 | Ricardo Rosset        | Tyrrell - Ford         | 29     | Virolla         | 20              |       |
| Ret | 23 | Esteban Tuero         | Minardi - Ford         | 29     | Virolla         | 18              |       |
| Ret | 15 | Johnny Herbert        | Sauber - Petronas      | 27     | Virolla         | 9               |       |
| Ret | 17 | Mika Salo             | Arrows                 | 27     | Accelerador     | 13              |       |
| Ret | 2  | Heinz-Harald Frentzen | Williams - Mecachrome  | 15     | Virolla         | 6               |       |
| Ret | 9  | Damon Hill            | Jordan - Mugen - Honda | 13     | Virolla         | 7               |       |

## Altres
- Pole: Mika Häkkinen 1' 23. 271

- Volta ràpida: Michael Schumacher 1' 35. 704 (a la volta 12)